# Sněhové vyležisko

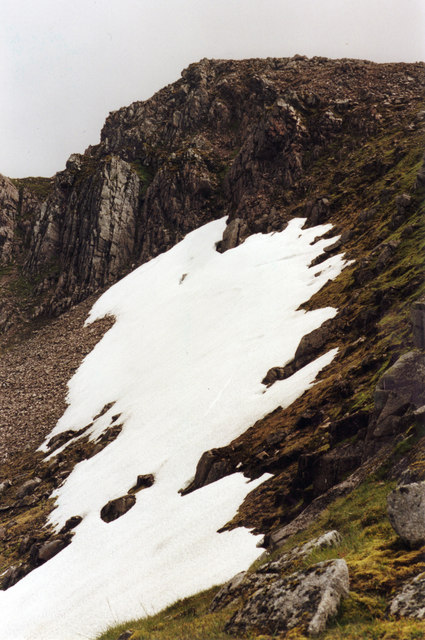
Sněhové vyležisko na svahu hory, pohoří Grampiany, Velká Británie

Sněhové vyležisko je místo v horách či v arktické zóně, obvykle terénní sníženina, v níž se extrémně dlouho drží sněhová pokrývka. Například pravděpodobně nejznámějším sněhovým vyležiskem v České republice je tzv. Mapa republiky na úbočí Studniční hory v Krkonoších, dalšími jsou například Sněhový žleb v Úpské jámě, Jelení důl na východním svahu Sněžky nebo sněhová pole ve Velké kotlině v Jeseníkách.

## Vznik a ekologie
Sněhová vyležiska se tvoří v terénních sníženinách alpínského stupně (tedy nad lesní hranicí) hor, a to převážně na závětrných svazích, nejčastěji v karech. Vítr vanoucí z okolních plání zde ukládá mimořádně velké množství sněhu (vrstvy o mocnosti několika metrů), který zde posléze leží často až do pozdního léta, než odtaje. Přitom svým tlakem půdu jednak stlačuje, jednak při odtávání způsobuje její vodní erozi a vyplachuje z ní živiny. Půdy ve sněhovém vyležisku jsou tedy typicky mělké, kamenité, živinami chudé.

## Vegetace

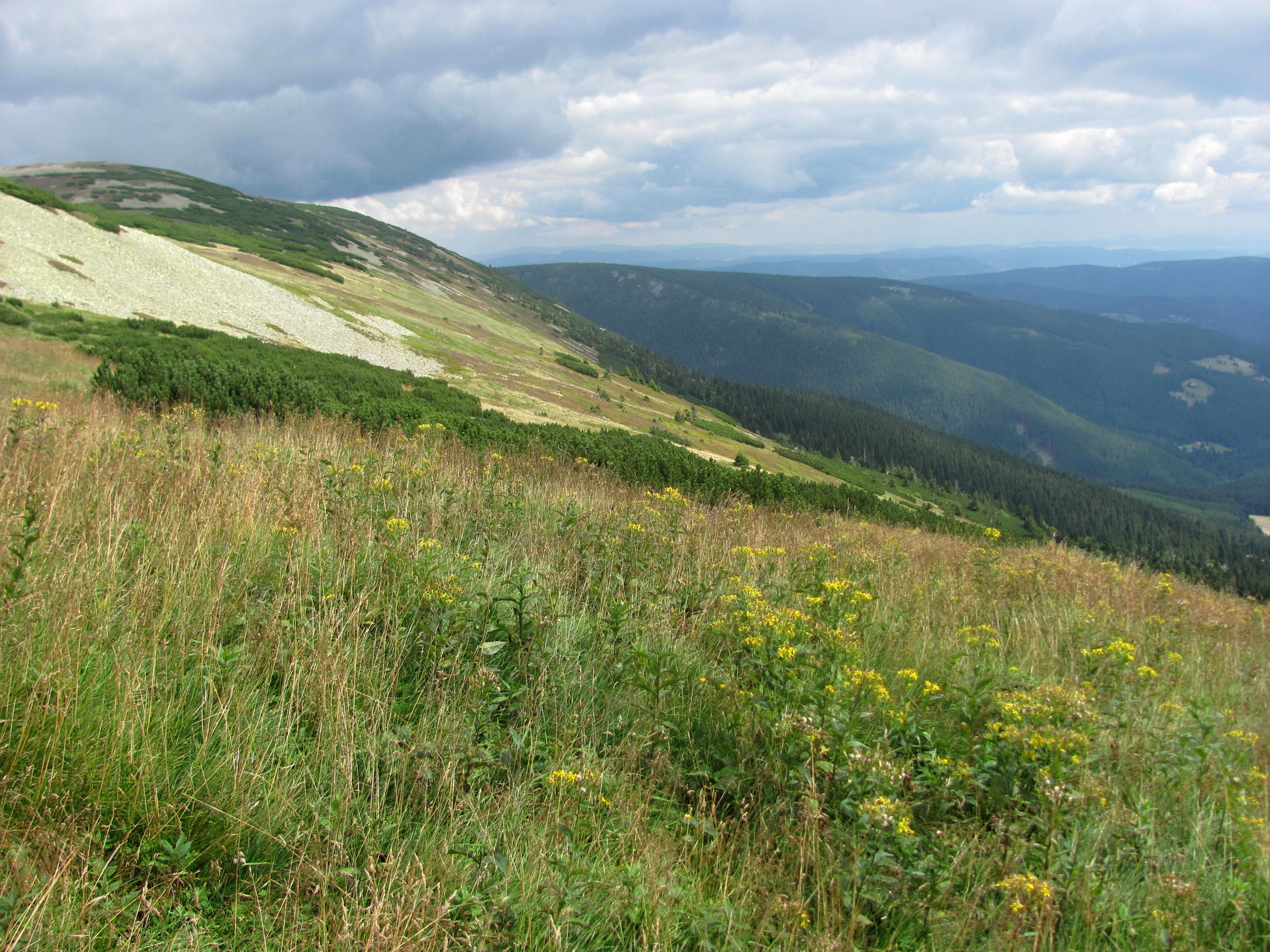
Chudá vegetace sněhového vyležiska po odtání sněhu (v levé horní polovině snímku) kontrastuje s bohatšími okolními porosty vysokohorských luk (Modrý důl v Krkonoších)

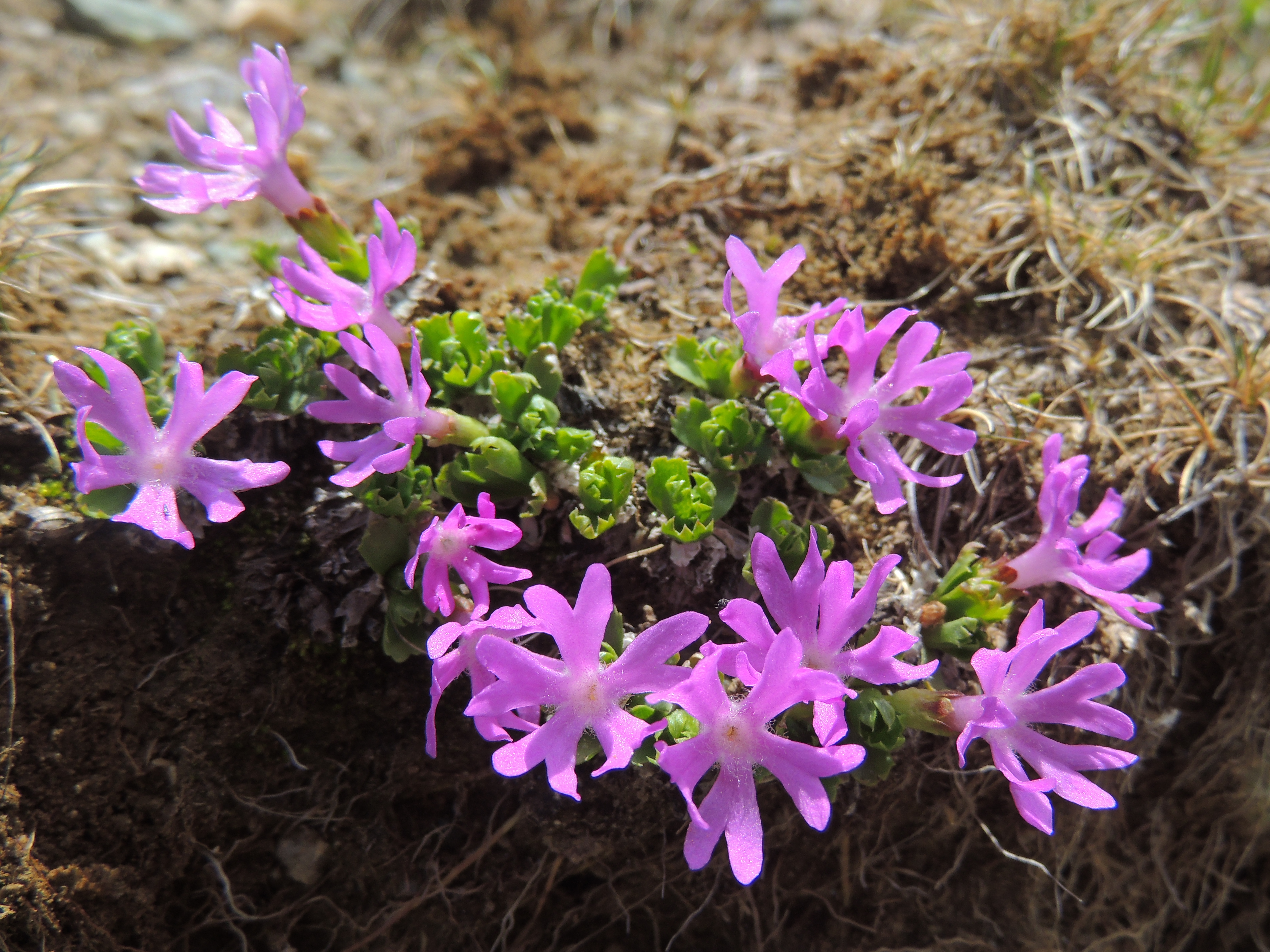
Prvosenka nejmenší (Primula minima)

Rostliny vyrůstající v prostoru sněhových vyležisek se musí vyrovnat s řadou nepříznivých faktorů; krom výše zmíněné eroze a výplachu živin je to především extrémně krátká vegetační doba, řádově několik týdnů. Jde obvykle o nízké, nezapojené, druhově poměrně chudé porosty. Na místech s nejkratší vegetační dobou převládají mechorosty, dále se mohou vyskytovat trsnaté traviny jako smilka tuhá, metlička křivolaká, bezkolenec modrý nebo psineček skalní. Je-li vegetetační doba delší, objevují se i kapradiny (papratka horská, jinořadec kadeřavý) nebo specializované dvouděložné rostliny, typicky například vrba bylinná nebo protěž nízká. Druhově bohatší jsou společenstva na vápencovém podloží, která se v České republice nevyskytují; zde může růst například modře kvetoucí Crocus veluchensis, bíle kvetoucí pryskyřníky Ranunculus crenatus či Ranunculus alpestris, huseník modrý (Arabis caerulea), prvosenka nejmenší (Primula minima) a řada dalších druhů rostlin, jako jsou rozchodníky, lomikameny ad. Fytocenologicky se tato vegetace řadí do třídy Salicetea herbaceae.

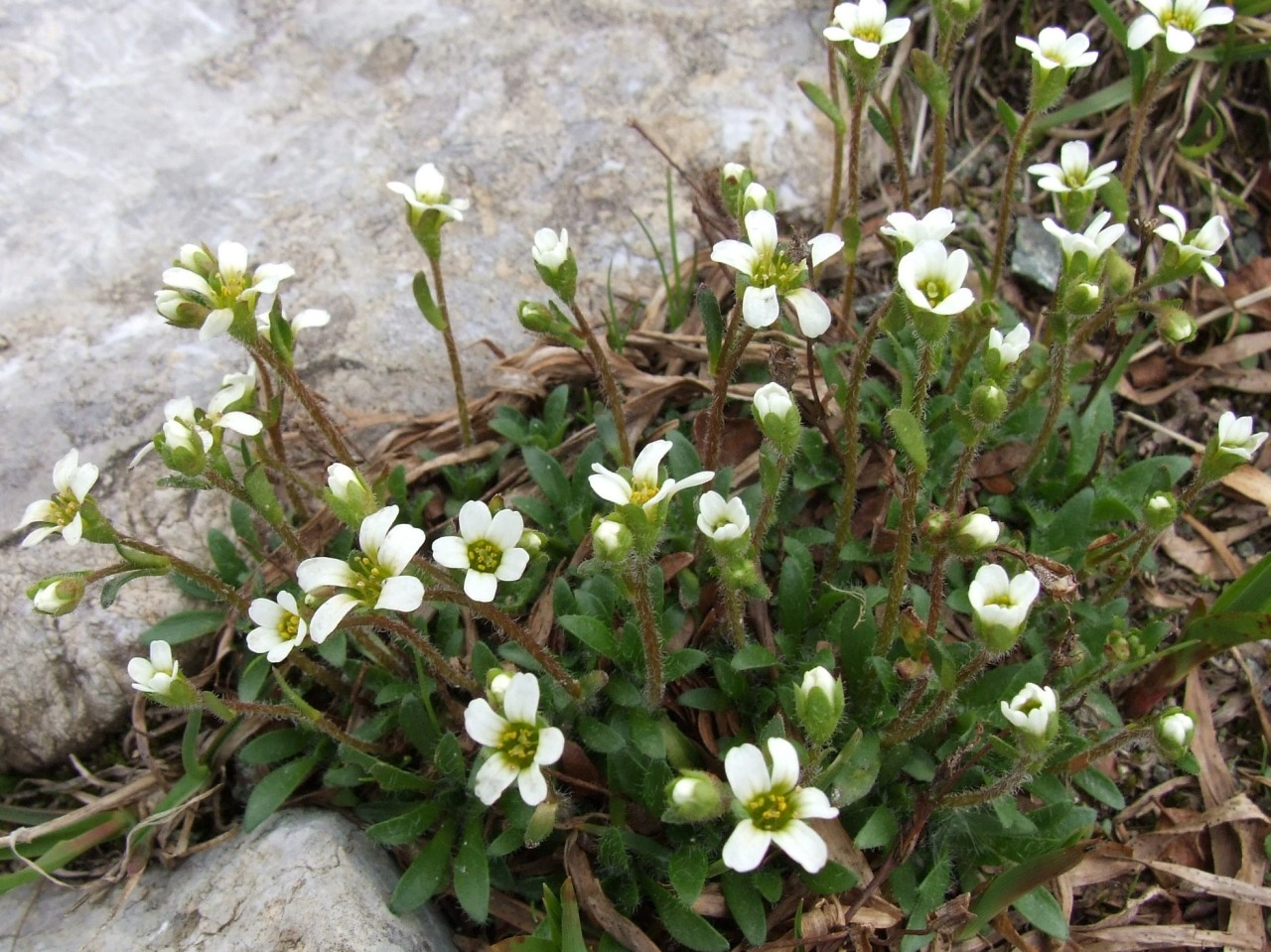
Lomikámen pochybkový (Saxifraga androsacea)

## Ohrožení
V rámci Evropy patří vegetace sněhových vyležisek k zranitelným biotopům zasluhujícím cílenou ochranu. Mezi škodlivé vlivy patří kromě postupujícího globálního oteplování, a tedy snižování mocnosti sněhu, také sešlapávání turisty, úprava terénu pro sjezdové lyžování atd.